# Nestiukî, Zolociv
Nestiukî (în ucraineană Нестюки) este un sat în comuna Bibșceanî din raionul Zolociv, regiunea Liov, Ucraina.

## Demografie
Componența lingvistică a localității Nestiukî
     Ucraineană (99,31%)
     Alte limbi (0,69%)
Conform recensământului din 2001, majoritatea populației localității Nestiukî era vorbitoare de ucraineană (99,31%), existând în minoritate și vorbitori de alte limbi.